# Enwer Abłajew
Enwer Nazimowycz Abłajew (ukr. Енвер Назімович Аблаєв, ros. Энвер Назимович Аблаев, Enwier Nazimowicz Abłajew; ur. 5 czerwca 1979 w Czyrczyku) – ukraiński narciarz, specjalista narciarstwa dowolnego. Najlepszy wynik na mistrzostwach świata osiągnął podczas mistrzostw w Deer Valley, gdzie zajął 4. miejsce w skokach akrobatycznych. Jego najlepszym wynikiem olimpijskim jest 12. miejsce w tej samej konkurencji na igrzyskach olimpijskich w Turynie. Najlepsze wyniki w Pucharze Świata osiągnął w sezonie 2008/2009, kiedy to zajął 37. miejsce w klasyfikacji generalnej.

## Sukcesy

### Igrzyska olimpijskie
| Miejsce | Dzień     | Rok  | Miejscowość    | Konkurencja        | Zwycięzca        |
| ------- | --------- | ---- | -------------- | ------------------ | ---------------- |
| 22.     | 19 lutego | 2002 | Salt Lake City | Skoki akrobatyczne | Aleš Valenta     |
| 12.     | 23 lutego | 2006 | Turyn          | Skoki akrobatyczne | Han Xiaopeng     |
| 22.     | 25 lutego | 2010 | Vancouver      | Skoki akrobatyczne | Alaksiej Hryszyn |

### Mistrzostwa Świata
| Miejsce | Dzień       | Rok  | Miejscowość          | Konkurencja        | Zwycięzca        |
| ------- | ----------- | ---- | -------------------- | ------------------ | ---------------- |
| 23.     | 9 lutego    | 1997 | Iizuna               | Skoki akrobatyczne | Nicolas Fontaine |
| 14.     | 20 stycznia | 2001 | Whistler             | Skoki akrobatyczne | Alaksiej Hryszyn |
| 4.      | 1 lutego    | 2003 | Deer Valley          | Skoki akrobatyczne | Dmitrij Archipow |
| 7.      | 18 marca    | 2005 | Ruka                 | Skoki akrobatyczne | Steve Omischl    |
| 10.     | 10 marca    | 2007 | Madonna di Campiglio | Skoki akrobatyczne | Han Xiaopeng     |
| 20.     | 4 marca     | 2009 | Inawashiro           | Skoki akrobatyczne | Ryan St. Onge    |

#### Miejsca w klasyfikacji generalnej
- 2000/2001 – 79.
- 2001/2002 – 147.
- 2002/2003 – -
- 2003/2004 – 63.
- 2004/2005 – 40.
- 2005/2006 – 63.
- 2006/2007 – 70.
- 2007/2008 – 195.
- 2008/2009 – 37.
- 2009/2010 – 83.

#### Miejsca na podium
1. Madonna di Campiglio – 11 marca 2005 (Skoki akrobatyczne) – 1. miejsce